# Duranus
Duranus (okzitanisch Duranús, italienisch Duranusso) ist eine französische Gemeinde mit 159 Einwohnern (Stand 1. Januar 2022) im  Département Alpes-Maritimes in der Region Provence-Alpes-Côte d’Azur. 
Duranus gehört zur Métropole Nice Côte d’Azur, liegt 30 Kilometer nördlich von Nizza oberhalb der Vésubie-Schlucht. Von dem Ort können Wanderungen durch die steilen Berghänge geführt werden, die sich bis auf über 1500 Meter Höhe erheben.

## Bevölkerungsentwicklung

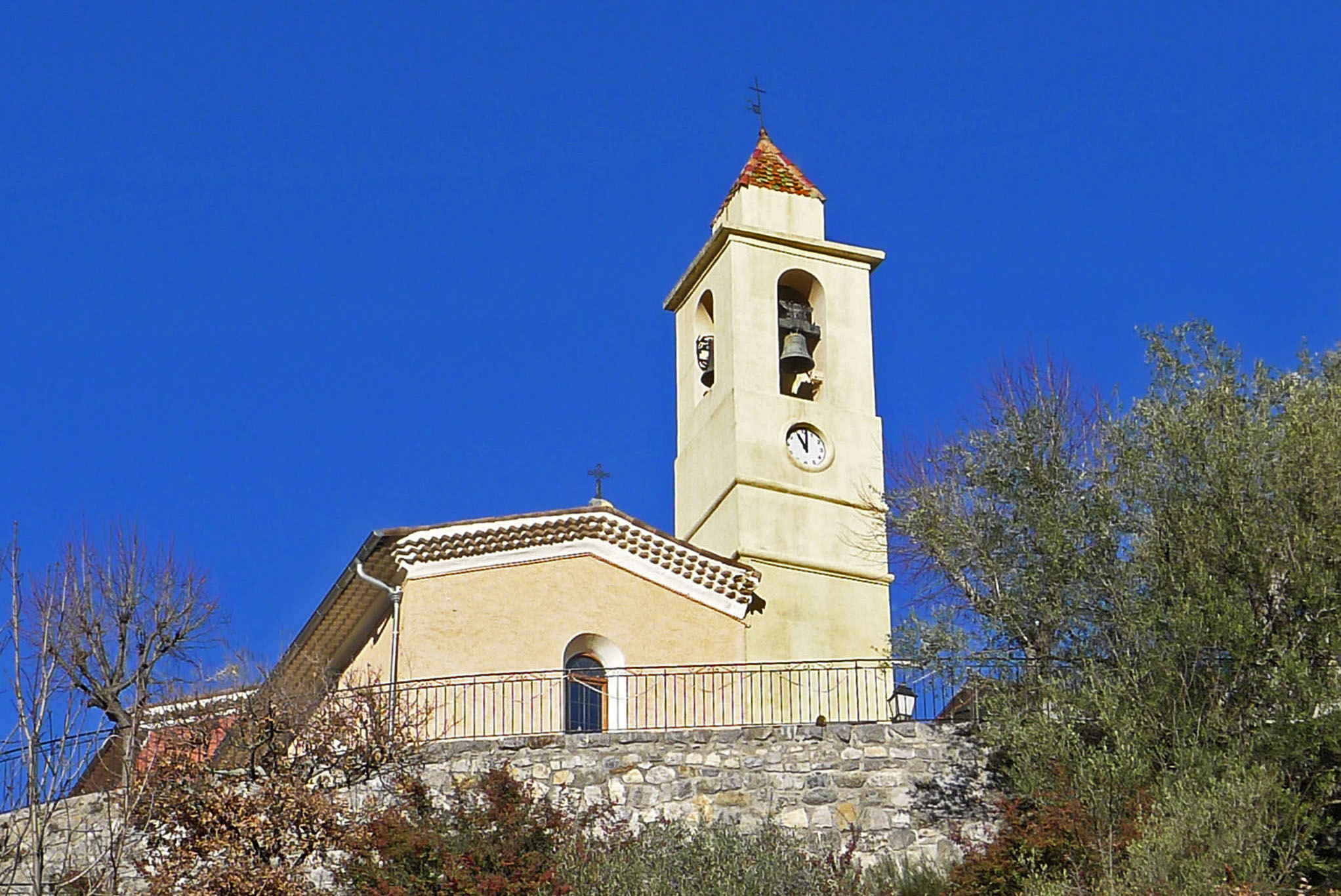
Kirche Mariä Himmelfahrt

| Jahr                       | 1962 | 1968 | 1975 | 1982 | 1990 | 1999 | 2009 | 2016 |
| Einwohner                  | 105  | 118  | 85   | 118  | 142  | 156  | 177  | 135  |
| Quellen: Cassini und INSEE |      |      |      |      |      |      |      |      |

## Sehenswürdigkeiten
Siehe: Liste der Monuments historiques in Duranus